# Хоудс, Арт
Арт Хоудс (14 ноября 1904, Николаев — 4 марта 1993, США) — американский джаз-пианист украинского происхождения.

## Биография
Ходес родился в Николаеве. Семья Ходеса приехала в Соединенные Штаты в 1905 году и переехала в Чикаго, когда он был ребенком. Он начал своё музыкальное образование в 1916 году в Hull House Джейн Аддамс, где часто играл с Бенни Гудманом и другими знаменитостями джаза.
Хоудс стал пианистом группы Wolverines в 1926 году после ухода лидера Бикса Бейдербеке и играл в районе Чикаго на протяжении большей части 1930-х годов. Стал известен, когда в 1938 году переехал в Нью-Йорк и сделал несколько записей с Джо Марсалой и Меззом Меззроу.
В 1940-х годах он стал ведущим джазовой радиопрограммы на WNYC, для которой проигрывал пластинки, представлял живые группы и сам выступал на фортепиано. Хоудс был редактором журнала The Jazz Record в течение пяти лет в 1940-х годах.
Верунлсяв Чикаго в 1950 году. В 60-х и 70-х годах Ходес исчез из музыкального поля зрения. В 1960-е годы он вёл ежемесячную колонку для журнала Down Beat и гастролировал по Соединенным Штатам и Европе со своей лекционно-концертной программой Sound of Jazz. Также вёл общественный телесериал «Джазовая аллея».
В 1980-х годах выступал в таких клубах как Hanratty's, и на Kool Jazz Festival. Он продолжал регулярно выступать до конца 1991 года, когда из-за множественных инсультов не смог продолжать.
Хоудс умер в марте 1993 года в Харви, штат Иллинойс, в возрасте 88 лет. После 90-минутной церемонии Хоудс был похоронен в Мемориальном парке Скайлайн в Мони.

## Личная жизнь
Три дочери: Джанет Гордли, Карен Салливан и Маргарет Фигероа; два сына: Дэниел Р. Хоудс и Роберт В. Хоудс.